# Köçərli
Köçərli è un comune dell'Azerbaigian situato nel distretto di Tərtər. Conta una popolazione di 1 528 abitanti.